# Mangada

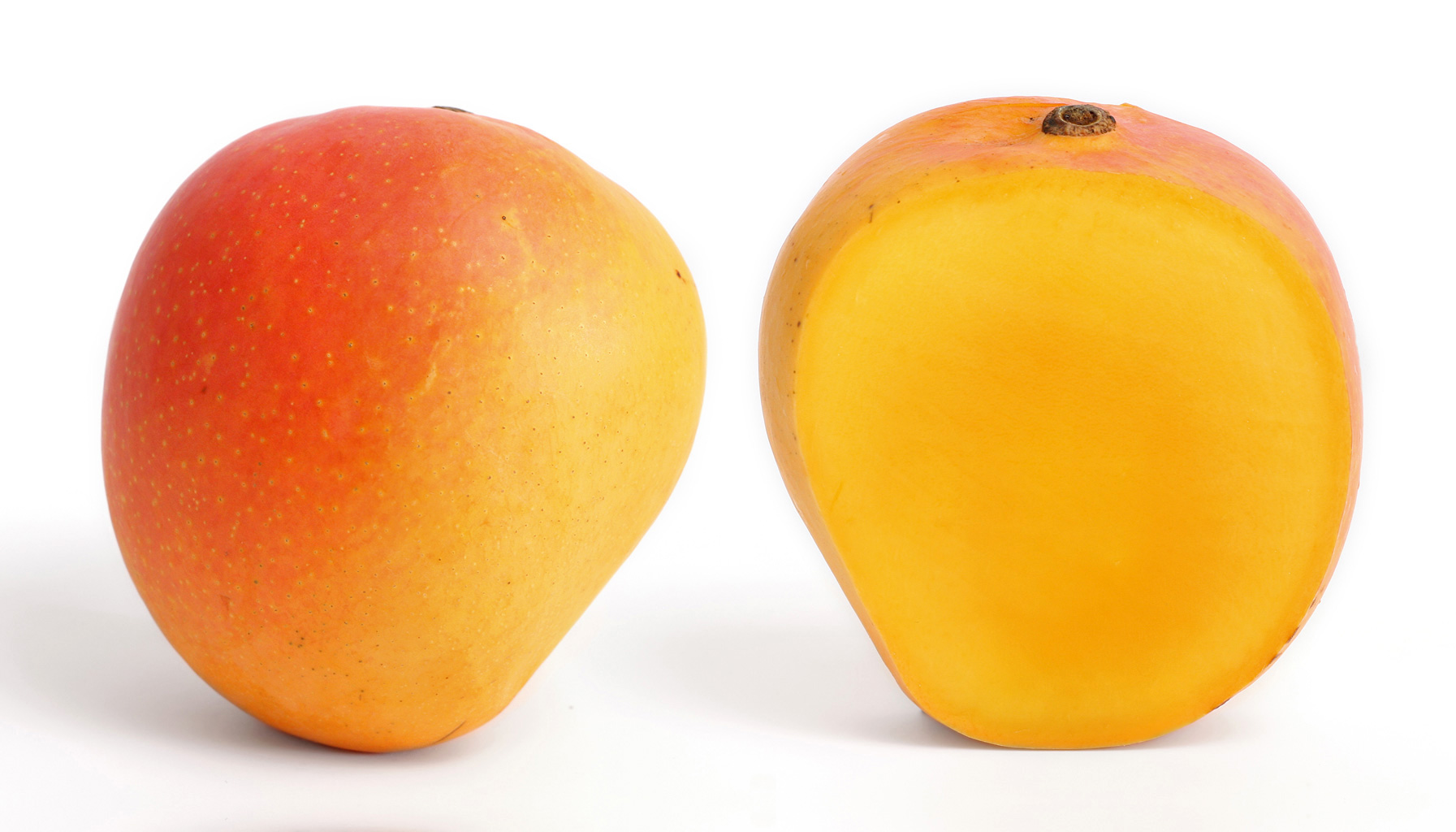
Manga cortada.

Mangada, também chamada de Doce de manga em massa, é um doce típico da culinária brasileira feito à base de polpa de manga e açúcar. Opcionalmente, pode conter também ácido cítrico e pectina, e gelatina sem sabor ou raspas de laranja.
Sua consistência pode ser firme, tendo o aspecto de barra, ou cremosa.